# Prince Interactive
Prince Interactive est un jeu vidéo d'aventure développé par Graphix Zone et édité par Compton's New Media, sorti en 1994 sur Windows et Mac.
Il met en scène le musicien Prince et son centre d'enregistrement de Paisley Park Records.